# جنتیل
جِنتِیل (به لاتین: gentēs) واژه‌ای به‌معنی غیریهودی در کتاب مقدس است. لغت جنتیل در زبان‌های لاتین ترجمهٔ لغت عبری گوی در عهد عتیق و لغت یونانی اتنوس در عهد جدید است. به‌صورت کلی معنی این لغت غیریهودی است. به‌صورت کلی استفاده از لغت جنتیل معمولاً همراه با نوعی تحقیر نژادی است. از این‌رو بسیاری یهودیان برای جلوگیری از ایجاد خشم در غیریهودیان در برابر آنان به‌جای لغت جنتیل از واژهٔ غیریهودی استفاده می‌کنند. معنی دیگر واژهٔ گوی در تورات غریبه (به عبری :גר گر) است. به‌دلیل این‌که قوم‌های غیر از اسرائیل در زمان تورات همه بت‌پرست بودند واژهٔ گوی یا جنتیل به‌صورت معادل با بت‌پرست نیز به‌کار می‌رود. واژهٔ گوی در تورات به‌معنی «اموت هاعولم» (به عبری:אֻמּוֹת הָעוֹלָם) (مردم دنیا) نیز است. به‌دلیل بت‌پرستی جنتیل‌ها در زمان اسرائیل دید تورات در مورد جنتیل به‌شدت منفی است. تورات به کرات در مورد خطرات معاشرت با جنتیل‌های کنعانی و اخذ سنتهای بت‌پرستانه آنان هشدار می‌دهد. تورات دستور خشونت نسبت به هفت ملت جنتیل می‌دهد و از ازدواج با آنان به‌شدت جلوگیری می‌کند. در زمان عزرا و نحمیا و بازسازی معبد دوم اورشلیم تلاش زیادی برای پاکسازی نژاد مقدس ابراهیم صورت گرفت؛ ولیکن معمولاً تصور می‌شود شرایط خاص آن زمان نیاز به قوانین جدی نژادی ایجاد کرد.

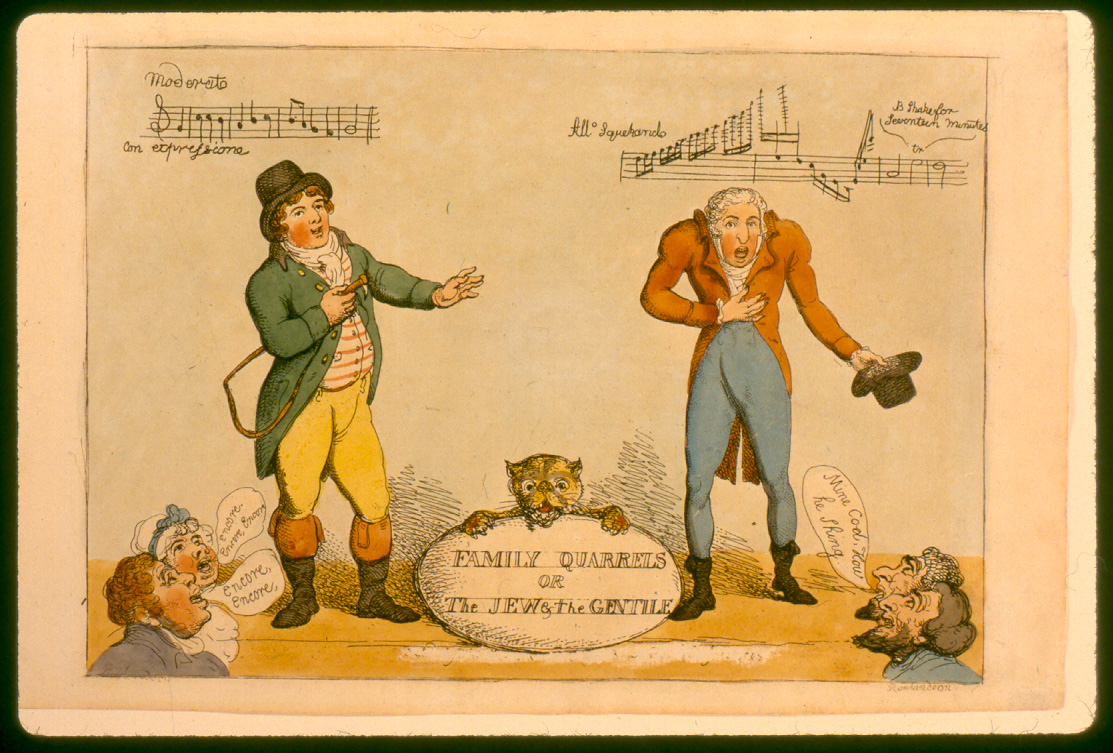
کاریکاتور نمایش انگلیسی «یهودی و جنتیل»، نوشته توماس دیبدین، سال ۱۸۰۲ میلادی.

## در کتاب مقدس
در ترجمه‌های انگلیسی کتاب مقدس معمولاً این لغت به‌عنوان ترجمه لغت گوی یا گویم به کار می‌رود.
معمولاً چون غیر از یهودیان بقیه اقوام در اطراف آنان بت‌پرست بودند، نظر عهد عتیق نسبت به جنتیلها بسیار منفی است؛ مثلاً چون همیشه خطر نابودی از طرف کنعانیهای بت‌پرست وجود داشت، نباید در مورد آن‌ها هیچ رحمی اعمال می‌شد و ازدواج با آن‌ها ممنوع بود. بعضی قوانین در تورات برای اسرائیل و برای جنتیلها متفاوت است به‌طور مثال اخذ سود بر روی پول طبق آیه زیر از جنتیلها مجاز و از اسرائیلیان ممنوع است:

## در نوشتارهای خاخام‌ها
بعضی از خاخام‌ها دارای دیدگاه بسیار منفی نسبت به جنتیل‌ها بودند. به‌طور مثال الیزر هیرکانوس ذکر می‌کند که ذهن هر جنتیل به‌صورت طبیعی به بت‌پرستی تمایل دارد. گوسفندی که از آنان خریداری شود برای قربانی کردن مناسب نیست. او اعتقاد داشته است که جنتیل‌ها تنها به این دلیل صدقه می‌دهند که برای خود نامی بسازند. او همچنین اعتقاد داشت که جنتیل‌ها در دنیای بعد از این هیچ نقشی ندارند. یهودستیزی و فشاری که توسط رومی‌ها در زمان او اعمال می‌شد می‌توانست در شکل‌گیری عقاید او نقش داشته باشد.
بعضی خاخام‌های دیگر نظیر یوشع حنانیه اعتقاد داشتند که در بین جنتیل‌ها نیز افراد صالح یافت می‌شود که در دنیای بعد از این نقش دارند. او اعتقاد داشته است که در زمان مسیحایی تمامی جنتیل‌ها نیز موحد خواهند شد.
الیزر مودیم اعتقاد داشته است که قوم اسرائیل با این‌که دارای گناهان مشابهی با جنتیل‌ها باشد به جهنم برده نخواهد شد در حالی‌که جنتیل‌ها به جهنم برده خواهند شد.
الیزر بن ازریا ذکر کرده است که هر نوع قضاوتی که توسط دادگاه‌های جنتیل‌ها انجام شود در مورد یهودیان فاقد اعتبار است.
اشماعیل بن الیشا ذکر کرده است که برای محافظت از یهودیان او از قوانین جنتیل یا یهودی برای سود رساندن به فرد یهودی تبعیت خواهد کرد.
معروف‌ترین خاخام جنتیل‌ستیز شمعون بار یوحای است. معمولاً نوشتار او در مورد اینکه «بهترین جنتیل‌ها باید کشته شوند» توسط یهودستیزان مورد استفاده قرار می‌گیرد؛ ولیکن این صحبت با توجه به زندگی او در آن زمان باید مورد توجه قرار گیرد. از این‌رو بعضی یهودیان در نسخ بعدی نوشتار او جملهٔ وی را «با بهترین مصریان باید کشته شود» جایگزین کردند. شمعون بار یوحای برای تأیید سخن خود دلیل می‌آورد که: «بهترین مارها باید از بین بروند». شمعون بار یوحای معتقد است که در بین ملت‌های دنیا تنها اسرائیل لیاقت دریافت قانون الهی (تورات) را داشته است.
یهودا بن ایلای سفارش می‌کند که دعای «تو را ستایش می‌کنم … تویی که من را جنتیل نیافریدی» هر روز خوانده شود. بر اساس نظر وی جنتیل‌ها نُسخ تورات را دریافت کردند ولی حاضر به پیروی از آن نشدند.
شمعون بن گمالیل اعتقاد دارد که در مجازات جنتیل‌ها توسط قانون باید بسیار سختگیری اعمال شود.
یوسیا ذکر کرده است که هر جنتیل بت‌پرست، دشمن اسرائیل است.
یوناتان ذکر می‌کند که خورشید و ماه گرفتگی نشانهٔ بدی برای جنتیل‌ها هستند.
حنانیا آکابیا ذکر می‌کند که ریختن خون جنتیل در دادگاه انسانی مورد قضاوت قرار نمی‌گیرد ولیکن در دادگاه الهی مورد قضاوت قرار خواهد گرفت.
شمعون بن الیزر ذکر می‌کند که یهودیان و جنتیل‌ها نباید با یکدیگر معاشرت کنند.
تلمود ذکر می‌کند که جنتیل‌ها قابل اعتماد نبوده و نباید به‌عنوان شاهد گرفته شوند. تلمود ذکر می‌کند که قوانین تورات نباید به جنتیل‌ها یاد داده شوند زیرا ممکن است ایشان از این قوانین در دادگاه علیه یهودیان استفاده کنند.

### خاخامهای بعدی
خاخام آشی معتقد بود که یهودی که ملکی را در مجاورت ملک جنتیل می‌فروشد باید تکفیر شود. تجاوز به زنان یهودی توسط مردان غیر یهودی چنان مکرر بود که خاخام‌ها اعلام کردند که زنی که توسط یک غیر یهودی تجاوز شده است نباید از شوهرش طلاق داده شود، همان‌طور که تورات می‌گوید: «تورات موضوع غیر یهودی را معادل یک حیوان وحشی غیرقانونی دانسته است.» از ترس مسموم شدن نوزاد، مامای جنتیل نباید به کار گرفته شود. در موارد استفاده از آنها به عنوان شاهد در دعوای جنایی یا مدنی با اقوام باید احتیاط کرد. غیریهودی به وعده‌های خود مانند یک یهودی عمل نمی‌کند. قرار نبود قوانین تورات برای غیریهودیان آشکار شود، زیرا آگاهی از این قوانین ممکن است برای غیریهودیان مزیتی در برخورد با یهودیان ایجاد کند. شیمون بن لاکیش نوشت: «غیریهودی که حرمت سبت را به جا می‌آورد، سزاوار مرگ است».

### خاخامهای امروزی
بر اساس قوانین خاخامی، یک غیر یهودی امروزی فقط ملزم به رعایت قوانین هفت‌گانه نوح است، اما یهودیان موظف به رعایت قانون موسی هستند. در دوره‌های کاهش خصومت بین یهودیان و غیریهودیان، برخی از قوانین خاخام علیه هم‌نشینی و برادری کاهش یافت. به عنوان مثال، ابن میمون پزشک شخصی صلاح الدین بود. اگرچه اکثر مدارس خاخام معاصر به اندازه مدارس خاخام قرون وسطی با غیریهودیان خصومت ندارند، برخی از مدارس خاخامی ارتدکس دیدگاه‌های بسیار بیگانه هراسانه‌ای دارند. به عنوان مثال، دانشمندان صهیونیست هارو کوک یشیوا در این آموزه تربیت شده‌اند که یهودیان و غیریهودیان دارای انواع مختلفی از روح هستند. یکی از علمای این یشیوا، دیوید بارحییم، در سال ۱۹۸۹ مقاله ای را منتشر کرد که در آن دکترین را با عنوان «اسرائیل نیکرایم آدم» (مرد غیر یهودیان اسرائیل) توضیح داد. بارحییم در نتیجه‌گیری خود می‌نویسد:
از حقایق گریزی نیست: تورات اسرائیل تمایز آشکاری بین یهودی که به عنوان «انسان» تعریف می‌شود و غیریهودی قائل است. این تمایز در فهرست بلندبالایی از قوانین هلاخایی، خواه قوانین پولی، قوانین معبد، قوانین سرمایه یا قوانین دیگر بیان شده است. حتی کسی که تورات پژوه دانا نیست، موظف است این حقیقت ساده را بشناسد. نمی‌توان آن را پاک یا مبهم کرد… کسی که منابع ذکر شده پیشین را به دقت مطالعه کند، به تفاوت واضح بین مفاهیم «یهودی» و «غیریهودی» پی خواهد برد - و در نتیجه، او متوجه خواهد شد که چرا هلاخا بین آنها تفاوت قائل می‌شود.
بارحییم در ادامه از آبراهام اسحاق کوک (۱۸۶۵–۱۹۳۵)، بنیانگذار یشیوا و اولین خاخام اعظم اشکنازی فلسطین اجباری بریتانیا نقل می‌کند:
تفاوت روح یهود با تمام استقلال، امیال درونی، آرزوها، شخصیت و جایگاهش، و روح همه غیریهودیان، در تمام سطوحشان، از تفاوت بین روح یک انسان و روح حیوان، بیشتر و عمیق‌تر است؛ زیرا اختلاف در صورت اخیر از نظر کمیت است و تفاوت در صورت اول از جهت کیفیت ذاتی است.
سخنان مشابهی علیه یهودیان توسط خاخام سفاردی و رهبر مذهبی یهودیان ایران، عوادیه یوسف بیان شده است که در خطبه ای در سال ۲۰۱۰ بیان کرد که «تنها هدف خلق جنتیلها خدمت به یهودیان است». او گفت که غیریهودها یک هدف الهی را انجام می‌دهند: «چرا غیریهودیان نیاز داریم؟ آنها کار می‌کنند، شخم می‌زنند، درو می‌کنند. ما مانند افندی می‌نشینیم و غذا می‌خوریم. برای همین است که غیریهودیان آفریده شده‌اند.» این سخنان یوسف توسط بسیاری از سازمان‌های یهودی مانند اتحادیه ضد افترا (ADL) و کمیته یهودیان آمریکا به شدت مورد انتقاد قرار گرفتند.
مناخیم کلنر، فیلسوف و پروفسور یهودی، از فرضیه برخی از یهودیان ارتدوکس مبنی بر وجود «شکاف هستی شناختی بین یهودیان و غیریهودیان» انتقاد می‌کند، که به عقیده او با آنچه تورات تعلیم می‌دهد، مخالف است.

## درکابالا
در کابالا یا عرفان یهودی معمولاً روح دارای سه مرحله در نظر گرفته می‌شود:
- نفش נפש (معادل نفس در عربی)، خوی حیوانی یا قسمت پایین روح که به تمایلات بدن مربوط است. این قسمت از روح در زمان تولد به انسان داده می‌شود.
- رواخ רוח، روح میانی، که دارای نظرات انسان در مورد درست و غلط است.
- نشاما נשמה، روح بالا، که انسان را از تمامی گونه‌های زنده دیگر متفاوت می‌کند و به او اجازه می‌دهد که از زندگی پس از مرگ بهره ببرد. این قسمت از روح باعث می‌شود انسان به آگاهی در مورد وجود پروردگارش برسد.

بعضی توصیفهای دیگر معتقدند که دو مرحله دیگر از روح به نام چایا و عقیدا نیز وجود دارد.

بعضی از کابالیستهای معروف در طول تاریخ نظیر موسی لئونی نویسنده کتاب اصلی کابالا به نام زوهر معتقد بودند که جنتیلها فقط دارای قسمت نفش هستند و روح آنان مراحل بالاتر را ندارد. اسحاق لوریا کابالیست معروف نیز در نظر مشابهی نوشته است:
در یهودیت حسیدی و کتاب اصلی آن، تانیا، نیز بر مسئله خوی شیطانی جنتیلها تأکید شده است. ربی شنوئر زلمان لیادی مؤسس فرقه حسیدی در کتاب تانیا نوشته است که جنتیلها مانند یهودیان دارای نفش هستند ولیکن ذات این خوی حیوانی در یهودیان و جنتیلها متفاوت است و جنتیلها هیچگاه نمی‌توانند خود را از شیطانی بودن ذاتی خود بالا ببرند و به مرحله تقدس برسند.

## در فرهنگ یهودی
به‌دلیل درگیری زیاد بین یهودیان و جنتیل‌ها در گذر تاریخ بسیاری داستان‌ها در فرهنگ یهودی به این درگیری اشاره دارند. معمولاً در این داستان‌ها و لطیفه‌ها یهودی فردی باهوش و زیرک است که با زیرکی خود جنتیل قوی‌تر از نظر فیزیکی را مبحور می‌کند. معمولاً در این داستان‌ها جنتیل‌ها همیشه یهودستیز هستند. معمولاً جنتیل‌ها در تمام لطیفه‌های یهودی حضور دارند مانند نمونه‌های زیر:
هیلل هالکین می‌نویسد: «جنتیل‌ها در قالب‌های یهودی بدون فکر عمل می‌کنند؛ ولیکن یهودیان قبل از هر کاری فکر می‌کنند.»
در بعضی از این لطیفه‌ها زنان غیریهودی (جنتیل)، شیکسا نامیده می‌شوند. معمولاً شیکسا فردی است که از نظر اخلاقی بی‌بند و بار بوده و با مردان زیادی رابطه جنسی دارد.
گاهی اوقات یهودی که قوانین یهودی را رعایت نکند در فرهنگ یهودیان برای مسخره کردن جنتیل یا شیکسا نامیده می‌شود.

## در زمان فعلی
با گرویدن جنتیل‌ها به مسیحیت و اسلام بسیاری قوانین ضد جنتیلی که مربوط به بت‌پرستی جنتیل‌ها بوده است، امروزه دارای اهمیت کمتری است. همچنین بسیاری نوشتارهای جنتیل‌ستیزانه مربوط به درگیری‌های شدید بین یهودیان و جنتیل‌ها در قرون وسطی بوده است و با کاهش درگیری‌ها بین یهودیان و جنتیل‌ها بسیاری نوشتارها دارای اهمیت کمتری است.

## در مسیحیت
در اوائل مسیحیت این بحث بین مسیحیان اولیه وجود داشت که آیا آن‌ها باید تعلیمات عیسی مسیح را بین خود نگه دارند یا آن را در بین جنتیلها نیز گسترش دهند. نظر حواریون از جمله پطرس این بود که مسیحیت باید به‌طور کامل در چهارچوب قوانین یهودی باقی بماند و ختنه شدن مسیحیان لازم است؛ ولیکن شائول طرسوسی عقیده داشت که ختنه شدن برای رستگاری لازم نیست. از این رو معمولاً از پولس به عنوان پیغامبر جنتیلها یاد می‌شود.
در عهد جدید لغت جنتیل مورد استفاده قرار گرفته است. در بعضی استفاده‌ها مانند عهد قدیم جنتیل به معنی غیریهودی به کار رفته است:

## در اسلام
محمد مارمادوک پیکتال در ترجمهٔ معروف قرآن خود به زبان انگلیسی لغت «امی» در آیهٔ ۷۵ سوره آل عمران را به لغت انگلیسی «جنتیل» ترجمه کرده است.
لغت «امی» شش بار در قرآن تکرار شده است ولیکن پیکتال تنها در آیه فوق آن را به عنوان معادل برای جنتیل به کار برده است.
بسیاری دیگر از مسیحیانی که قرآن را مورد بررسی قرار دادند نیز نظر مشابهی در مورد لغت امی داشته‌اند. به عنوان مثال ادوارد هنری پالمر شرق‌شناس قرن ۱۹ انگلیسی در ترجمه قرآن خود آیه دوم سوره جمعه را به صورت زیر ترجمه کرده است:

پالمر مانند پیکتال هر شش بار لغت امی را به معنی جنتیل ترجمه نکرده است ولیکن نظر او در پاورقی آیه ۳ سوره ۱۹ نشاندهنده دید او در مورد این لغت است :
ادوارد ویلیام لین شرق‌شناس انگلیسی نیز نظر مشابهی در مورد لغت امی نوشته است:
جان میدوز رادول که قرآن را به انگلیسی ترجمه کرده است در پاورقی آیه ۱۵۷ سوره ۵۲ نوشته است که لغت امی معادل لغت عبری گویم است و توسط یهودیان به کسانی که کتاب خدا را نمی‌دانستند گفته می‌شد.
الوود موریس وری نوشته است :

بعضی علمای مسلمان نیز با نظر شرق شناسان مسیحی موافق بوده‌اند. به‌طور مثل محمد حمیدالله در ترجمه فرانسوی قرآن خود آیه ۱۵۷ سوره ۷ را به صورت جنتیل ترجمه کرده است. محمد شحرور نیز در کتاب الکتاب والقرآن نوشته است که پیامبر امی به معنی پیامبر جنتیل است. سیدابوالاعلی مودودی نیز آیه ۲ سوره جمعه را به صورت زیر ترجمه کرده است:
مودودی در پاورقی این آیه نوشته است که یهودیان پیامبر اسلام را امی می‌خواندند زیرا خود را به صورت نژادی از محمد برتر می‌دیدند و معتقد بودند پیامبری از بین جنتیلها ممکن نیست برگزیده شود.
با این وجود اکثریت قریب علمای اسلام معتقد هستند که لغت امی به معنی درس نخوانده است و ارتباطی با لغت جنتیل ندارد.